# HD 120084
HD 120084，又名BD+78 466，SAO 7876、HR 5184，是一颗恒星，视星等为5.91，位于銀經119.56，銀緯38.73，其B1900.0坐标为赤經13h 42m 13.2s，赤緯+78° 38.73′ 54″。